# Ilona Kovács
Ilona Kovács (Budapest, 3 luglio 1960) è un'ex cestista ungherese.

## Carriera
Con l'Ungheria ha disputato i Giochi olimpici di Mosca 1980.